# Greenville 200 1961
Greenville 200 1961 var ett stockcarlopp ingående i Nascar Grand National Series (nuvarande Nascar Cup Series) som kördes 1 april 1961 på den 0,5 mile (804,672 meter) långa ovalbanan Greenville-Pickens Speedway i Easley, precis väster om Greenville i South Carolina. Totalt avverkades 100 miles (160,934 km) fördelat på 200 varv. Banunderlaget var dirt. Loppet vanns av Emanuel Zervakis i en Chevrolet på tiden 1:54.58 körande för Monroe Shook. Zervakis snitthastighet var 52,189 mph. Prispotten uppgick till 3 935 dollar, varav 800 dollar gick till segraren.

## Resultat
| Plc     | Nr | Förare           | Team/ bilägare    | Konstruktör | Start | Varv | Ledda varv |
| ------- | -- | ---------------- | ----------------- | ----------- | ----- | ---- | ---------- |
| 1       | 85 | Emanuel Zervakis | Monroe Shook      | Chevrolet   | 2     | 200  | 25         |
| 2       | 43 | Richard Petty    | Petty Enterprises | Plymouth    | 5     | 200  | 0          |
| 3       | 4  | Rex White        | Rex White         | Chevrolet   | 4     | 199  | 106        |
| 4       | 48 | G.C. Spencer     | GC Spencer Racing | Chevrolet   | 10    | 199  | 0          |
| 5       | 86 | Buck Baker       | Buck Baker Racing | Chrysler    | 7     | 196  | 0          |
| 6       | 54 | Jimmy Pardue     | Jimmy Pardue      | Chevrolet   | 11    | 195  | 0          |
| 7       | 17 | Fred Harb        | Fred Harb         | Ford        | 13    | 186  | 0          |
| 8       | 35 | George Green     | M.J. Black        | Plymouth    | 17    | 186  | 0          |
| 9       | 0  | Bobby Waddell    | Bobby Waddell     | Dodge       | 15    | 182  | 0          |
| 10      | 67 | David Pearson    | Pearson Racing    | Chevrolet   | 8     | 181  | 0          |
| 11      | 62 | Curtis Crider    | Curtis Crider     | Ford        | 18    | 177  | 0          |
| 12      | 30 | Doug Cox         | Doug Cox          | Ford        | 21    | 150  | 0          |
| 13      | 19 | Herman Beam      | Herman Beam       | Ford        | 19    | 149  | 0          |
| 14      | 11 | Ned Jarrett      | B.G. Holloway     | Ford        | 9     | 100  | 0          |
| 15      | 9  | Roy Tyner        | Roy Tyner         | Ford        | 14    | 99   | 0          |
| 16      | 27 | Junior Johnson   | Rex Lovette       | Pontiac     | 1     | 69   | 69         |
| 17      | 2  | Tommy Irwin      | Tom Daniels       | Ford        | 12    | 68   | 0          |
| 18      | 71 | Bob Barron       | Bob Barron        | Dodge       | 20    | 54   | 0          |
| 19      | 47 | Jack Smith       | Jack Smith        | Pontiac     | 3     | 49   | 0          |
| 20      | 1  | Paul Lewis       | Paul Lewis        | Chevrolet   | 16    | 33   | 0          |
| 21      | 23 | Doug Yates       | Raeford Johnson   | Plymouth    | 6     | 8    | 0          |
| Källor: |    |                  |                   |             |       |      |            |